# Црква Светог Ђорђа на Опленцу
Црква Светог Ђорђа на Опленцу је спомен-црква и маузолеј династије Карађорђевић, коју је као своју задужбину подигао краљ Петар I Карађорђевић. Опленац је брдо y Тополи на коме је кнез Александар Карађорђевић подигао прве винограде, а краљ Петар I Карађорђевић је почео зидање цркве маузолеја и целог историјско—меморијалног комплекса који ће потом постати Задужбина Краља Петра I на Опленцу.
Данас комплекс обухвата поред цркве Светог Ђорђа, маузолеја српске краљевске породице, и краљеве винограде и винарију, Виноградареву кућу, кућу краља Петра на Опленцу и Карађорђев конак у оквиру Карађорђевог града у Тополи. Краљева и Краљичина вила су под управом Владе Републике Србије, док је Хотел Опленац раније приватизован.
Назив брда потиче од оплена, дрвених делова воловских кола која су се правила од храста и цера којима је ово брдо било прекривено.

## Црква Св. Ђорђа
Године 1903. краљ Петар I Карађорђевић је изабрао место 337 метара високо, на врху Опленца као локацију за своју задужбину, цркву Св. Ђорђа. 1. маја 1910. године започета је градња цркве, према плановима Косте Ј. Јовановића. Краљеви родитељи, књаз Александар и Књегиња Персида пренети су у задужбину 29. децембра 1911. (тј. 11. јануара 1912. по н. к.). У јесен 1912. године црква је већ била скоро довршена и чекала на освећење. Митрополит српски Димитрије је освештао цркву.
У затишјима између балканских ратова 1913. године и Првог светског рата 1914. године наступио је застој у довршењу цркве. Када је Аустроугарска окупирала Србију, пред зиму 1915. године, црква је била изложена бруталном пљачкању – скинут је и однет бакарни покривач са кубета и кровова, као и бакарна украсна оплата са портала. Нестали су и громобран и звона. Полупани су многи прозори, мермерни стубићи и орнаменти. Под изговором да ту може бити склоњена важна архива, окупатори су оскрнавили гробове у крипти.
По повратку у ослобођену oтаџбину и стварању Краљевине Срба, Хрвата и Словенаца, краљ Петар није дочекао да види своју задужбину коначно завршену. Умро је 16. августа 1921. године, а његов наследник, краљ Александар I Карађорђевић, лично се старао о њеном завршетку. Дрворезац Нестор Алексијевић из села Осоје код Дебра, радио је иконостас у дрворезу дворске капеле на Опленцу. Црква је поново освештана 9. септембра 1930. Осветио ју је патријарх Варнава уз саслужење епископа темишварско-великокикиндског Георгија и захумско-херцеговачког Јована. У њој је обављано богослужење до 1947. Поново је освећена 8. октобра 1991.

### Архитектура
ОсноваЦрква је петокуполна грађевина. Унутрашња дужина храма је 30 метара, а висина свода 27 метара.
ФасадеЦрква је постављена на високом соклу од масивног белог мермера, са Венчаца.
СаркофазиУ храму се налазе два саркофага: у северној певници саркофаг краља Петра I (1844–1921), ктитора цркве, а у јужној певници саркофаг Вожда Карађорђа (1762–1817), првог владара обновљене Србије и родоначелника династије Карађорђевића.
МозаикЦео мозаик састоји се од 725 сликаних композиција (513 у храму и 212 у крипти), на којима се налази 1.500 фигура. Укупна површина мозаика је 3.500 m², са 40 милиона разнобојних стаклених коцкица, које имају 15.000 разних нијанси боја. Мозаицима у цркви се бавио архитекта Николај Краснов.
КриптаНамењена за сахрану умрлих чланова династије Карађорђевића, крипта се налази под целом црквом Св. Ђорђа.

### Крипта
У крипти се налази 39 гробница. На Опленцу је до сада сахрањено 28 чланова Династије Карађорђевића. Шест генерација породице Карађорђевић је сахрањено у крипти:
Прва генерација - Марица (рођена Живковић), мајка Карађорђева (умрла 1811).
Други нараштај - Карађорђе (у саркофагу у храму) и његова супруга Јелена (1764–1842).
Трећи нараштај – Карађорђев син, кнез Александар, и његова супруга Кнегиња Персида (1813–1875), кћи ваљевског војводе Јеврема Ненадовића.
Четврти нараштај – деветоро од десеторо деце Кнеза Александра и Кнегиње Персиде: Клеопатра (1835—1855), Алексије (1836—1840), Светозар (1841—1847), краљ Петар I (у саркофагу у храму), чија је супруга Кнегиња Љубица – Зорка (1864–1890), кћи црногорског Кнеза Николе Петровића, сахрањена овде у крипти; затим Јелена (1846–1867), Андреја (1848–1864), Јелисавета (1851–1852), Ђорђе (1857–1888) и кнез Арсен (1859–1938).
Пети нараштај – деца краља Петра I и Кнегиње Зорке: Милена (1886–1887), Ђорђе (1887–1972) и супруга Радмила (девојачко Радоњић, 1907–1993), краљ Александар I Карађорђевић (1888–1934) његова супруга краљица Марија (1900-1961) (остаци допремљени из Фрогмор гробља у Великој Британији 29. априла 2013. а сахрањени 26. маја 2013. године ) и Андрија (1890–1890, живео само 23 дана). Деца Кнеза Асена и књегиње Ауроре: Кнез Павле (1893-1976), његова супруга Кнегиња Олга (1903-1997) (остаци допремљени са гробља Лозане у Швајцарској 28. септембра 2012. а сахрањени 6. октобра 2012. године)
Шести нараштај – деца краља Александра I и краљице Марије: Краљевић Томислав (1928–2000), краљ Петар II (1923-1970) (остаци допремљени из САД 22. јануара 2013, а сахрањени 26. маја 2013) његова супруга краљица Александра (1921-1993) (остаци допремљени из Татој гробља у Грчкој 9. маја, а сахрањени 26. маја 2013), Краљевић Андреј (1929-1990) (остаци допремљени из Илиониса, САД 15. маја, а сахрањени 26. маја 2013. године). Деца Кнеза Павла и књегиње Олге: Кнежевић Никола (1928-1954) (остаци допремљени са гробља Лозане у Швајцарској 28. септембра 2012. а сахрањени 6. октобра 2012. године) и кнез Александар (1924-2016).
Од десеторо деце Кнеза Александра и Кнегиње Персиде, само њихово најстарије дете, кћи Полексија (1833–1914), није овде сахрањена. Она је била удата за историчара и министра Косту Николајевића (1821–1877) и са њим изродила шесторо деце. Њихово пето дете по реду, Персида - Ида Николајевић (1860-1945), није се удавала и посветила се васпитању и неговању деце свога ујака, краља Петра I. Ова достојанствена жена је провела окупацију 1941–1944. године у Тополи, вољена од мештана. Преминула је 30. јуна 1945. године на Опленцу у ослобођеној Тополи и два дана касније, 2. јула, сахрањена у крипти. 
Гробнице су попуњаване без посебног реда и без поштовања критеријума, као што су: генерацијско начело, степен сродства, редослед у смрти. Тако, посетилац се може донекле збунити, поготово што се нека имена понављају (две Јелене, две Персиде и двојица Андрија). У крипти цркве Св. Ђорђа на Опленцу је сахрањено највише чланова владалачке српске династије и највише владара на једном месту. Од 28 гробова Династије Карађорђевића, пет припадају владарима, и то гробови Вожда Карађорђа и краља Петра Првог у саркофазима у цркви и краљ Александар I, кнез Александар, краљ Петар II и Намесник кнез Павле у Крипти. Такође украшена по свим површинама мозаиком, крипта чини нераздвојну и јединствено лепу целину са храмом. Црква св. Ђорђа на Опленцу (са гробницом), заснована на најбољим традицијама српско—византијског неимарства, представља, по оцени историчара уметности Миодрага Јовановића „грађевину изузетно чврсте тектонике и чистог архитектонског израза“. Њено сликарство, чинећи у мозаику праву аналогију са најлепшим остварењима српске средњовековне уметности, на коју се формално и тематски наслања, јесте „оригинално смишљена целина, хомогена и јединствена у целокупној српској уметности“ (П. Пајкић). Као импозантан споменик, видљив на десетине километара унаоколо, ова црква је истовремено и сведочанство о вековном државничком прегнућу и уметничком изражавању.

## Обнова Задужбине
Симбол Династије Карађорђевића је Опленац, који је то постао од 1903. до 1930. као јединствена историјска целина. Временом, настала је Задужбина краља Петра I Карађорђевића. Комунистичке власти су је укинуле 1947. године. 1990. године, запослени у установама које су претходно биле део Задужбине су самоиницијативно на Видовдан прогласили обнову рада задужбине. Одбацили су тада постојећи статус и променили назив „Центар за културу Душан Петровић Шане” у „Задужбина краља Петра I”. Након првобитног отпора, власти су попустиле и задужбина је званично и легално призната 7. фебруара 1993. године, када је и поново почела са радом. Део имовине (имања и зграда) је враћен. Већи део имовине није враћен до данас.

## Галерија
Крипте Карађорђевића
- гроб кнегиње Зорке
- гроб краљице Марије
- гроб краља Александра
- гроб принца Андреја
- гроб принца Томислава
- нејасно
- гроб Јелене Карађорђевић
- гроб Клеопатре Карађорђевић
- гроб Јелисавете Карађорђевић
- гроб Светозара Карађорђевића
- гроб Алексија Карађорђевића
- гроб кнегиње Персиде
- гроб кнеза Александра
- гроб Арсена Карађорђевића
- гроб Ђорђа Карађорђевића
- гроб Андреја Карађорђевића (1848–1864)
- гроб Олге Карађорђевић
- гроб Николе Карађорђевића
- гроб принца Павла
- гроб Милене Карађорђевић
- гроб Јелене Карађорђевић
- гроб Андреја Карађорђевића (1890–1890)
- гроб краљице Александре
- гроб краља Петра II
- гроб Радмиле Карађорђевић
- гроб принца Ђорђа
- гроб Персиде Николајевић